# بازی (فیلم ۲۰۰۳)
«بازی» (انگلیسی: Game (2003 film)) فیلمی در ژانر مهیج است که در سال ۲۰۰۳ منتشر شد. از بازیگران آن می‌توان به یوکی ناکاما و ریو ایشیباشی اشاره کرد.